# 2011 en santé et médecine
| Années de la santé et de la médecine : 2008 - 2009 - 2010 - 2011 - 2012 - 2013 - 2014    |
| Décennies de la santé et de la médecine : 1980 - 1990 - 2000 - 2010 - 2020 - 2030 - 2040 |

Cet article présente les faits marquants de l'année 2011 en santé et médecine.

## Événements
- 11 février : des scientifiques ont montré que des cellules souches injectées par spray nasal ont entraîné une amélioration des fonctions motrices chez des rats présentant des symptômes de maladies semblables à la maladie de Parkinson[1].
- L'année débute la « Décennie des vaccins » initiée par le « Strategic Advisory Group of Experts on Immunization » (Groupe stratégique consultatif d’experts sur la vaccination) de l'Organisation mondiale de la santé (OMS)[2].

## Décès
- 5 avril : Baruch Blumberg (né en 1925), médecin américain, prix Nobel de physiologie ou médecine en 1976.
- 24 juillet : David Servan-Schreiber (né en 1961), médecin, directeur de recherche et écrivain scientifique, mort d'une tumeur du cerveau.
- 11 août : Jean Kiffer (né en 1936), homme politique et médecin français.
- 25 septembre : Wangari Muta Maathai (née en 1940), biologiste, professeur d'anatomie en médecine vétérinaire et militante politique et écologiste kényane, lauréate du prix Nobel de la paix en 2004.